# Bernhard Jacobi
Bernhard August Jacobi (* 26. April 1801 in Eutin; † 26. Januar 1843 in Petershagen) war ein deutscher evangelischer Geistlicher und Präses der Westfälischen Provinzialsynode der Evangelischen Kirche Preußens.

## Leben

### Herkunft und Familie
Bernhard Jacobi wurde als Sohn des Arztes Maximilian Jacobi (Sohn des Philosophen Friedrich Heinrich Jacobi) und seiner Gemahlin Anna Claudius (Tochter des Dichters Matthias Claudius) geboren.
Am 31. August 1826 schloss er mit Cornelia Nicolovius (1803–1833), einer Tochter des preußischen Ministerialbeamten Georg Heinrich Ludwig Nicolovius und seiner Ehefrau Luise Schlosser, die Ehe. Nach deren Tod heiratete er am 29. September 1834 Paula Sasse (1815–1863, Pfarrerstochter). Vier Kinder sind aus dieser Ehe hervorgegangen.

### Werdegang und Wirken
Nach dem Besuch der Gymnasien in Salzburg, Düsseldorf und München machte Bernhard im Jahre 1819 hier sein Abitur, um anschließend in Bonn und Berlin Theologie zu studieren. Bevor er die beiden theologischen Examina absolvierte, war er ab Mai 1824 als Hauslehrer der gräflichen Familie Lippe eingesetzt. Er wurde am 11. Dezember 1825 ordiniert und trat mit Jahresbeginn 1826 die Stelle als Divisionspfarrer in Köln an. In diesem Amt blieb er bis zu seiner Amtseinführung als Pfarrer in Petershagen am 4. Juli 1830. Seine Wahl zum Präses der Westfälischen Provinzialsynode fiel auf den 28. September 1841. Bernhard blieb bis zu seinem Tod in beiden Ämtern.

## Ehrung
Am 15. Oktober 1842 Verleihung der Ehrendoktorwürde durch die Universität Bonn

## Veröffentlichungen
- Der Brief des Jakobus, ausgelegt in neunzehn Predigten, Als Zugabe neun Predigten über das erste Kapitel des Evangeliums Johannis. Berlin 1835.
- Predigten an den Sonn- und Festtagen des Kirchenjahres, 2 Bde., Bielefeld 1844.